# Parque nacional Gunbower
El Parque nacional Gunbower es un parque nacional situado en la región de Loddon Mallee de Victoria, Australia. El parque nacional de 9330 hectáreas (23.100 acres) se encuentra ubicado entre las localidades de Echuca y Koondrook adyacente a las orillas del río Murray, a unos 250 kilómetros (160 millas) al norte de Melbourne y fue constituido  como tal en junio de 2010. El parque contiene los humedales del Gunbower Forest Ramsar, sitio para la protección de especies de aves migratorias.